# Kall (Åre)
Kall is een plaats in de gemeente Åre in het landschap Jämtland en de provincie Jämtlands län in Zweden. De plaats heeft 95 inwoners (2005) en een oppervlakte van 52 hectare. De oude kerk (Zweeds: gamla kyrka) in het dorp stamt uit de Middeleeuwen, deze kerk is tegenwoordig vervangen door de in de jaren 60 van de 19de eeuw gebouwde nieuwe kerk (Zweeds: nya kyrka) in het dorp.